# Hendrik Merkus de Kock
Pour les articles homonymes, voir Kock.
Hendrik Merkus de Kock (25 mai 1779 – 12 avril 1845) est un général hollandais qui servit dans la marine et a été Gouverneur général des Indes néerlandaises.

## Biographie
Il est le fils de l'avocat et banquier Jean Conrad de Kock, guillotiné en 1794.
Il a mis fin à la guerre de Java avec la capture du prince Diponegoro en 1830.
Un fort porte son nom à Bukittinggi (Sumatra occidental).